# The Octopus Project
The Octopus Project est un groupe expérimental américain formé en 1999 à Austin, au Texas, par Toto Miranda, Yvonne Lambert et Josh Lambert.
Leur premier album, Identification Parade, est sorti en 2002, les lançant sur un chemin musical qui vire à travers un rock'n'roll éclaté, une électronique vibrante, une pop surréaliste et des paysages psychédéliques expansifs. Depuis lors, le groupe de multi-instrumentistes a sorti six albums studio et composé la musique de six longs métrages. En tournée dans des salles et des festivals du monde entier (Lollapalooza, Coachella, Austin City Limits Festival), seuls ou en tant que support pour des artistes aussi divers que DEVO et Aesop Rock, ils ont acquis une réputation de spectacles live explosifs et d'expériences audiovisuelles immersives.
Également actifs en tant que compositeurs pour les jeux vidéo et le cinéma, ils ont reçu le prix spécial du jury pour la musique de film au Festival du film de Sundance 2014 pour leur travail sur le film Kumiko, the Treasure Hunter.
Leurs travaux de composition incluent Pionnière (avec Robert Pattinson), The Disappearance of Toby Blackwood (avec Simon Pegg et Luis Guzman), le prochain documentaire Reading Rainbow, Butterfly In the Sky (avec LeVar Burton) et Primitifs (Sasquatch Sunset, avec Jesse Eisenberg et Riley Keough), qui a été présenté en avant-première au Sundance Film Festival 2024. Le groupe a également récemment composé la bande originale des vidéos pré-spectacles d'Alamo Drafthouse dans les cinémas à travers les États-Unis.

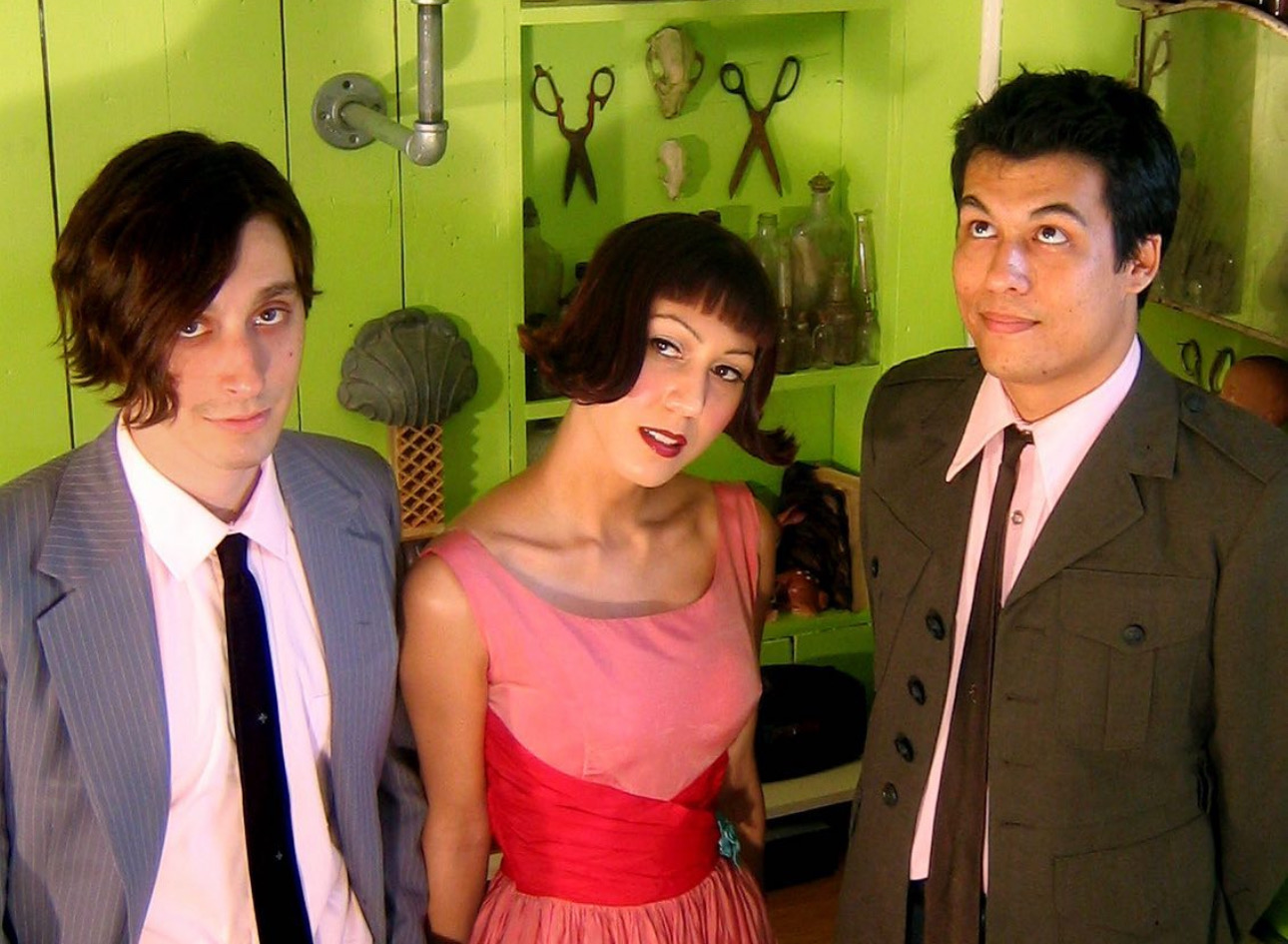
The Octopus Project en 2005 (Josh Lambert, Yvonne Lambert et Toto Miranda).

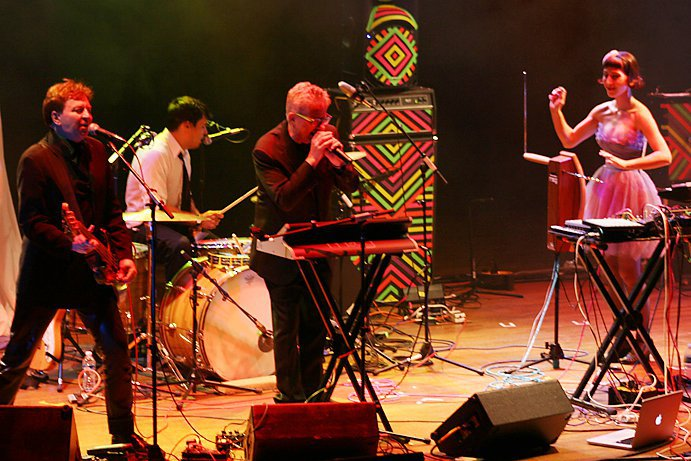
The Octopus Project et Devo se produisent ensemble au Moogfest 2010.

## Membres
- Josh Lambert : guitare, basse, claviers, batterie, chant
- Toto Miranda : guitare, basse, claviers, batterie, chant
- Yvonne Lambert : thérémine, guitare, basse, claviers, batterie, chant
- Spencer Stephenson (live) : guitare, claviers, batterie

## Discographie

### Albums studio
- 2002 : Identification Parade (en)
- 2005 : One Ten Hundred Thousand Million (en)
- 2007 : Hello, Avalanche (en)
- 2010 : Hexadecagon (en)
- 2013 : Fever Forms (en)
- 2017 : Memory Mirror (en)

### Bandes sonores

#### de films
- Kid-Thing (en) (2012)
- Kumiko, the Treasure Hunter (2014)
- Pionnière (2018)
- The Disappearance of Toby Blackwood (2022)
- Butterfly In the Sky (2024)
- Primitifs (2024)

#### de séries télévisées
- 2014 :  In Context  (série télévisée, 1 épisode)
- 2017 : Screenland  (série télévisée, 9 épisodes)

### Dans la culture populaire
- La chanson Music Is Happiness est présente dans le jeu vidéo Tony Hawk's Proving Ground (2007)
- La chanson Music Is Happiness est présente dans le film Las Vegas 21 (2008)
- La chanson Truck est présente dans le film Medicine for Melancholy (2008)
- La chanson I Saw the Bright Shinies est présentée dans le court métrage Pashmy Dream, réalisé par Dennis Hopper (2008)
- La chanson Music Is Happiness est présentée dans l'émission Les Experts : Manhattan (2008)
- La chanson Fuguefat est présente dans le jeu télévisé Jeopardy! (2011)
- La chanson Fuguefat apparaît dans une série de publicités Absolut (2012)
- La chanson Fuguefat est présentée dans la série documentaire The Smash Brothers (2013)
- La chanson Korakrit apparaît dans une publicité Netflix (2015)
- La chanson « I Saw the Bright Shinies » apparaît dans une série de publicités pour Les Sims (2015)
- La chanson Whitby est la chanson thème de la série Screenland (2016)
- La chanson Small Hundred apparaît dans une publicité Samsung (2018)
- La chanson What They Found apparaît dans une publicité Stüssy (2021)
- La chanson Small Hundred est présentée dans l'émission How To Get Away with Murder (2021)
- La chanson Porno Disaster est présentée dans la série télévisée Walker (2021)
- La chanson Fuguefat est présentée dans l'émission Republic of Sarah (2021)
- La chanson Wrong Gong est présentée dans une publicité ESPN (2021)

## Autres sources
- Jeremy Hart, « The Eight Creeping Tentacles of Death of...The Octopus Project! », sur Issue 6, Space City Rock, 2003 (consulté le 19 mars 2007)